# فرانک آزوپاردی
فرانک آزوپاردی (انگلیسی: Franck Azzopardi؛ زادهٔ ۵ دسامبر ۱۹۷۰) بازیکن فوتبال اهل فرانسه است.